# رجل أعزب (رواية)
رجل أعزب هي رواية صدرت عام 1964 للكاتب كريستوفر إيشروود، تدور أحداث الرواية في جنوب كاليفورنيا خلال عام 1962، بعد وقت قصير من أزمة الصواريخ الكوبية، ويصور يومًا واحدًا في حياة جورج، وهو رجل إنجليزي في منتصف العمر يعمل أستاذًا في إحدى جامعات لوس أنجلوس. ربما تعكس الجامعة جامعة ولاية كاليفورنيا، حيث قام كريستوفر إيشروود بالتدريس لبعض الوقت. يُعتقد أيضًا أن الرواية مستوحاة من أزمة في علاقة إيشيروود مع دون باتشاردي [الإنجليزية].
في عام 2009، أخرج مصمم الأزياء توم فورد فيلمًا مقتبسًا عن الرواية، مع إضافات إلى الحبكة الأصلية في السيناريو من تأليف ديفيد سكيرس وفورد. ساهم فورد أيضًا بمقدمة لإعادة إصدار الرواية.

## الشخصيات
- جورج
- جيم
- السيد سترونك
- السيدة سترونك
- السيد غارفين
- السيدة غارفين
- شارلوت
- كيني بوتر
- لويس ياماغوتشي
- روس دراير
- الكسندر مونج
- توم كوجلمان
- الصديق سورنسن
- الأخت ماريا
- السيد ستوسيل
- السيدة نيتا توريس
- دكتور جوتليب
- مايرون هيرش
- والي براينت
- إستل أكسفورد
- جرانت ليفانو
- سينثيا ليتش
- آندي ليتش
- دوريس
- دولار
- ريك
- شابان يلعبان التنس